# آرام‌اس ماگدالنا (۱۹۴۸)
آرام‌اس ماگدالنا (۱۹۴۸) (به انگلیسی: RMS Magdalena (1948)) یک کشتی بود که طول آن ۵۷۰ فوت ۱ اینچ (۱۷۳٫۷۶ متر) بود. این کشتی در سال ۱۹۴۸ ساخته شد.